# 토미카
토미카(Tomica)는 일본의 다카라토미에 의해 발매된 다이캐스트 자동차 및 관련 제품 라인이다. 일본 뿐만 아니라 미국, 유럽, 중국, 홍콩, 대한민국 등 해외 수출도 개시하고 있다.

## 설명
초기 제품은 1970년에 6대가 발매되었으며, 일본 도쿄에 위치한 공장에서 제작되었다. 해외 수출은 1974년부터 이루어졌고 1984년에는 패키지가 흰색과 빨간색 조합의 디자인으로 변경되었다. 1994년부터 생산라인이 중국으로 옮겨졌고, 2009년부터는 베트남에서 생산된다.

### 대한민국에서
대한민국에서는 초기에는 영실업이 수입하였으며 세가 피코 버전도 정발되었다. 이후 2000년대에 아카데미과학에서 수입을 맡았지만 2005년에 수입이 중단되었다. 이후 2011년 초부터 손오공을 통해 다시 정식 수입을 하게 된다. 대한민국의 자동차 모델 중에서는, 현대 쏘나타(YF)와 현대 벨로스터 터보가 토미카 모델로도 출시하였다. 2015년에 토미카 수입 담당기업이 다카라토미의 대한민국 지사인 티아츠코리아로 넘어가 현재에 이르고 있으며, 일본에서 판매되는 모델의 80% 가량이 판매되고 있지만, 일부 소수의 차량들은 대한민국에서는 정식 발매되지 않는다. 특히 자위대 관련 차량이 이에 해당한다.

## 종류

### 토미카 스탠다드
가장 기본적인 라인업이며, 아동 소비자들을 대상으로 판매하고 있다. 보통 4/5스포크 휠을 달고 나오나 일부 모델은 와이드 휠이나 오프로드 휠을 달고 나오기도 한다. 일부 모델은 색상이나 금형을 달리한 초회특별판 모델이 존재한다. 타 회사들과는 다르게 상용차의 비중이 다소 높은 것이 특징이다.

#### 롱 토미카
일반적인 토미카보다 길이가 길며, 주로 긴 트레일러가 달린 트럭이나 리무진 등의 모델이 해당된다. 자동차 외에도 신칸센이나 증기기관차 모델도 존재한다.

### 토미카 리미티드
2001년부터 2013년까지 존속한 라인업이며, 스탠다드보다 퀄리티가 더욱 높다. 실차와 같은 휠에 고무 타이어를 적용하였고, 부분 도색의 비중이 높아졌다. 대개 독자 모델의 숫자가 많은 편이지만, 스탠다드의 차량을 기반으로 한 모델도 있다. 단종된 후에는 프리미엄으로 계승된다.
0062번 제품에는 개발 회사의 경쟁 회사 이름이 새겨져 있다.

### 토미카 프리미엄
2015년에 발매된 토미카 리미티드를 계승하는 라인업이다. 리미티드 모델보다 퀄리티가 낮아졌으나, 스탠다드보다는 여전히 높은 편이다. 이 라인업도 스탠다드처럼 초회특별판이 존재하는 모델이 있다.

#### 토미카 프리미엄 언리미티드
영화나 게임 등 대중매체에서 등장한 차량을 프리미엄처럼 실제 차량과 거의 근접한 퀄리티로 발매하는 라인업이다. 첫 모델 출시는 2021년 11월에 이루어졌다.

### 드림 토미카
영화, 만화, 게임에 등장한 차종 또는 탈것을 모형화하거나 캐릭터를 토미카화한 제품 라인업이다.
2022년 6월 16일 개발 회사의 경쟁사인 반다이와의 콜라보로 건담 토미카를 출시하였다.
2023년 2월 21일 개발 회사의 경쟁사인 반다이와의 2번째 콜라보로 신 가면라이더 토미카를 출시하였다.
2023년 9월 타미야와의 콜라보로 아반떼를 토미카화하였다.
2024년 2월, 마크로스와의 콜라보로 VF-1J 이치죠 히카루/맥시밀리언 지너스기, VF 1S 로이 포커기를 공개하였다.

## 기믹
대부분 브랜드의 미니카와 달리 기믹이 꽤나 많다.

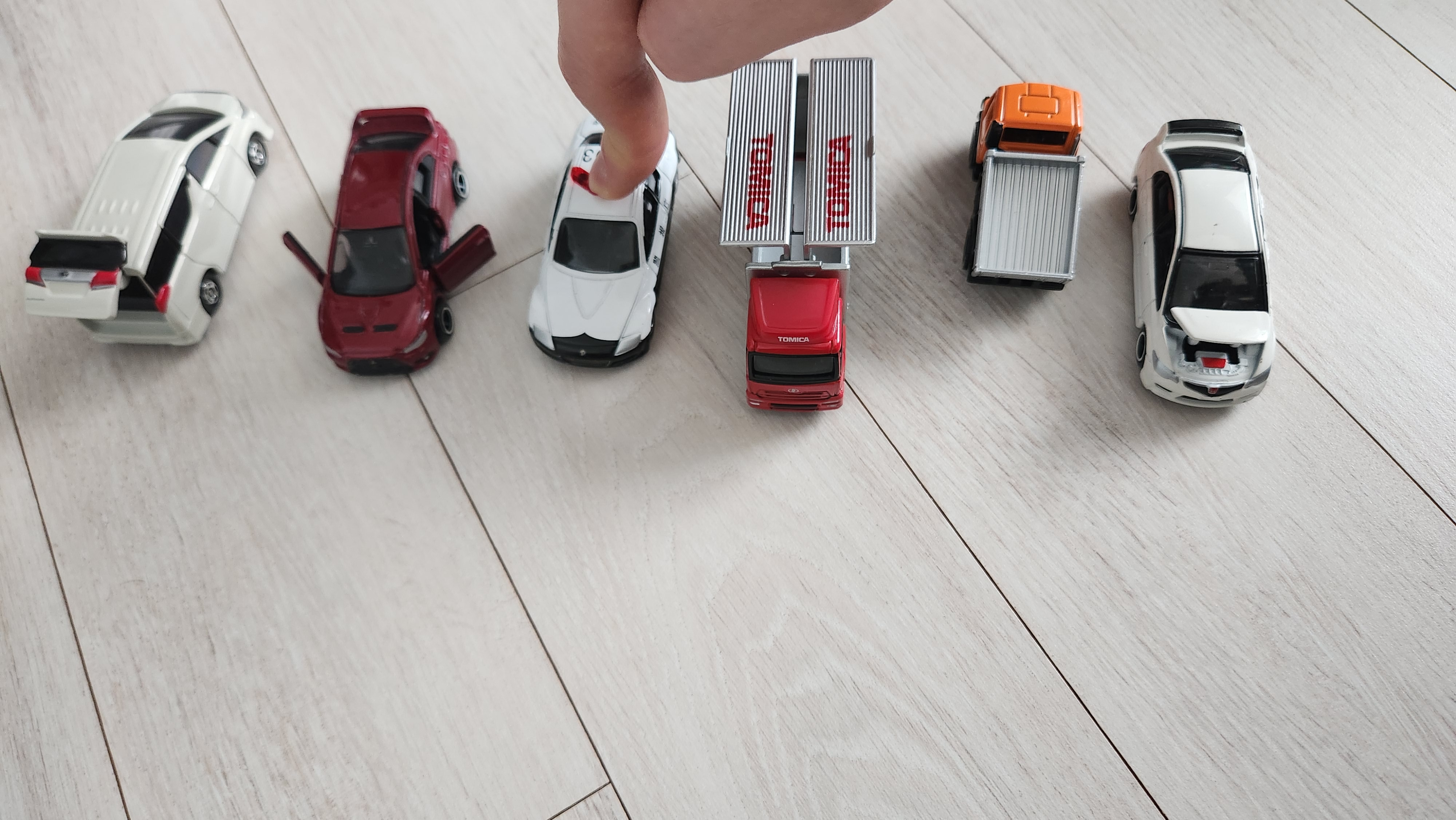
왼쪽부터 토요타 알파드, 미쓰비시 랜서 에볼루션, 마쓰다 RX-8(경찰차), 닛산 디젤 큐온, 메르세데스 벤츠 유니목, 혼다 시빅 타입 R.

대부분의 토미카는 서스펜션 기믹이 있다. 그러나 일부 토미카는 서스펜션 기믹이 없다. 알파드 계열의 토미카부터는 트렁크가 개폐되고, 랜서 계열의 토미카부터는 좌우도어가 개폐된다. 디젤 큐온 계열의 토미카부터는 짐칸이 개폐되고 유니목의 경우에는 짐칸이 작동하며, 시빅 계열의 토미카는 보닛이 개폐된다.
이는 프랑스의 다이캐스트 브랜드인 마조렛도 똑같이 적용했다.

## 같이 보기
- 시쿠
- 핫 휠
- 마조렛
- 매치박스
- 웰리